# Hanky Panky (cocktail)
Hanky Panky è un cocktail a base di gin e vermut. Dal 2020 fa parte della lista dei cocktail riconosciuti ufficialmente dall'IBA.

## Storia
Questo cocktail venne inventato nel 1903 da Ada Coleman, prima barlady della storia e una delle più famose del XX secolo. Ada Coleman lavorò dal 1903 al 1926 nello storico Hotel Savoy di Londra, il primo albergo di lusso aperto in Inghilterra, e fu l'unica donna ad aggiudicarsi il titolo di Head Bartender nella storia dell'hotel.
Come riportato nel 1925 dalla rivista The People, Ada Coleman inventò questo drink per Charles Hawtrey, famoso attore dell'epoca e frequentatore dell'hotel, il quale al termine di una serata di lavoro le chiese una bevanda energizzante. 

## Composizione
- 4,5 cl di gin
- 4,5 cl di vermut rosso
- 0,75 cl di Fernet Branca

## Preparazione
Il cocktail si prepara versando gli ingredienti in un mixing glass con alcuni cubetti di ghiaccio. Dopo aver mescolato delicatamente, filtrare con lo strainer in una coppetta da cocktail precedentemente raffreddata. Decorare con una scorza d'arancia.